# 习金会
金正恩访问中国，是指朝鲜劳动党委员长、朝鲜国务委员会委员长金正恩于2018年3月、5月、6月和2019年1月对中华人民共和国的系列访问。
金正恩至今四次访华均获得中共中央总书记、中国国家主席习近平接见，并与其举行会谈。

## 2018年

### 3月访问北京
2018年3月25日至28日，朝鲜劳动党委员长、国务委员会委员长金正恩乘坐专列火车抵达北京，与中共中央总书记、中华人民共和国主席习近平会面，这是金正恩2011年执掌政权后六年来第一次公开的非正式访问外国。新华社通稿称，朝鲜“致力于无核化”，并愿意与美国举行会谈。
此次会见是应习近平邀请而进行的。在两国最高领导人会晤期间，金正恩邀请习近平在一个方便的时间点访问平壤，习近平也接受了邀请。习近平敦促金正恩加强中朝之间在未来的战略和外交伙伴关系。金正恩向习近平表示：“朝中友谊弥足珍贵。我愿同总书记同志一道，遵循老一辈领导人的崇高意志，继承和发展历经风雨仍保持本色的朝中友好关系，并在新的形势下推向新的高度。朝中都是历史悠久的共产主义国家，今后在各个方面有很多合作的方式。”

### 5月访问大连
2018年5月7至8日，中共中央总书记、中国国家主席习近平同朝鲜劳动党委员长、朝鲜国务委员会委员长金正恩在大连进行了第二次会面。两国最高领导人对于朝鲜半岛无核化和维护和平，以及双方共同关心的问题交换了意见。习近平确认，他将在2018年底访问朝鲜。美国总统特朗普强调，在朝鲜彻底放弃核武器及洲际导弹的研究之前中美应当合作在商业及经济方面继续对其的制裁。

### 6月访问北京

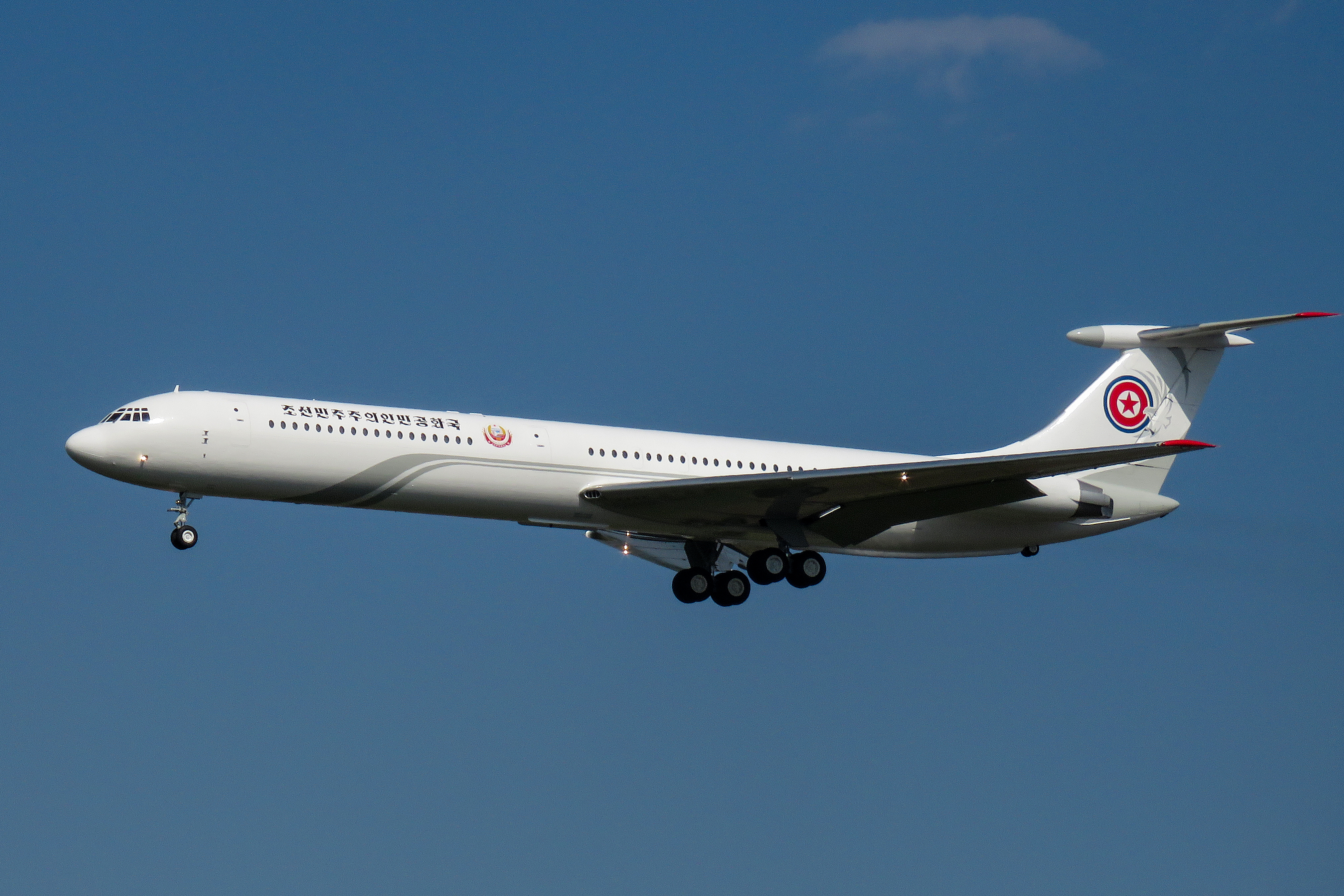
金正恩的专机于北京首都国际机场

朝鲜劳动党委员长、朝鲜国务委员会委员长金正恩在2018年6月19日至20日访问中国，期间与中共中央总书记、国家主席习近平举行会谈。这是金正恩成为朝鲜最高领导人后第三次到访中国，此次访问的主要目的是向中方领导人就朝美峰会的成果交换意见。李克强、王沪宁、王岐山等中国党政领导人参与了与金正恩的会面。
习近平高度评价金正恩委员长专程来中国访问，也高度评价金正恩委员长同美国总统特朗普在新加坡举行的会晤取得积极成果。金正恩表示习近平总书记是朝鲜非常尊敬和信赖的伟大领导人，感谢习近平总书记和中国一直以来对他和朝鲜的情谊与支持，他将带领劳动党落实好同总书记同志达成的共识。
会谈前，习近平与夫人彭丽媛为金正恩及其夫人李雪主举行欢迎仪式，他们又一起出席欢迎宴会并观看演出。朝鲜劳动党副委员长崔龙海、内阁总理朴凤柱、劳动党国际部长李洙墉、劳动党统战部长金英哲、劳动党科教部长朴泰成、人民武力相努光铁、外务相李勇浩等朝方领导人参加了有关活动。
以往朝鲜最高领导人访华，都是在朝方人员回国后再由两国国营媒体统一发布消息，本次打破了这一惯例。金正恩19日到达北京后不久，中国官方媒体就及时发布了金正恩访华的消息，并随时跟进报道。朝鲜的国营媒体也及时报道了金正恩的出访行程。

## 2019年

### 1月访问北京
适逢35岁生日，金正恩与夫人李雪主于2019年1月7日乘坐火车离开平壤，启程踏上为期四天的外访中国之旅。8日抵达北京后，金正恩与习近平在人民大会堂举行会谈，商讨深化中朝关系及第二次朝美首脑会谈的事宜。随后，习近平和夫人彭丽媛为金正恩和李雪主举行欢迎宴会，一行人共同观看了文艺演出。
9日上午，习近平在北京饭店再度会见金正恩，彭丽媛和李雪主参加会见。之后，双方共进午餐。随后，金正恩来到北京同仁堂亦庄制药厂，实地考察中药传统制药工艺及现代化加工生产线。下午，金正恩一行从北京站乘火车离京，经丹东于10日上午抵达平壤。

## 相关访问
2019年6月20日，习近平访问朝鲜并在平壤和金正恩举行会谈，成为自2005年胡锦涛访问朝鲜以来首位到访朝鲜的中国最高领导人。

## 纪念
2018年8月20日，朝鲜民主主义人民共和国中央银行正式发行“金正恩委员长与习近平总书记第1、2次会晤”纪念币。
据朝鲜央行发行消息：此纪念币发行共有三种材质，分别为纪念金币、纪念银币和纪念铜币。其中纪念金币发行量60枚，纪念银币发行量600枚，纪念铜币发行量2000枚。纪念金币和纪念银币大部为外交派发币，铜币2000枚发行量中有500枚被用作建国70周年庆典活动国宾特别纪念版礼品。三种材质的纪念币，均带有防伪的丝齿，工艺均为精制纪念币。